# Gueorgui Beregovoï
Pour les articles homonymes, voir Beregovoï.

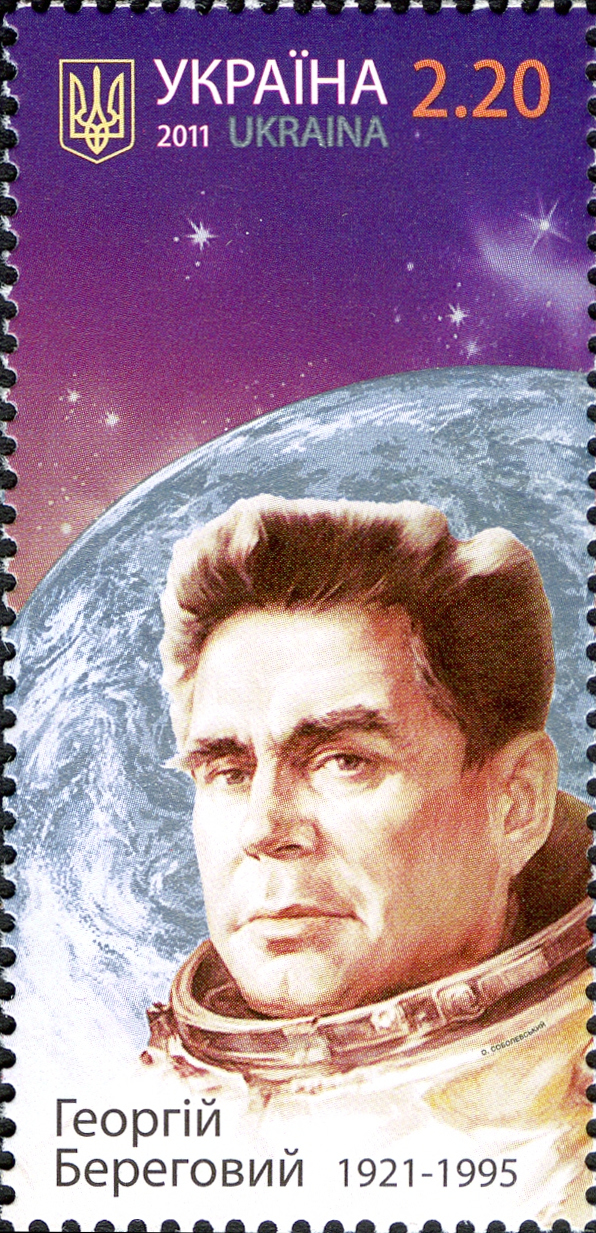
Timbre émis par l’Ukraine indépendante où son nom ukrainien est utilisé : Георгій Береговий.

Gueorgui Timofeïevitch Beregovoï (en russe : Георгий Тимофеевич Береговой) ou Heorhiï Tymofiïovytch Berehovyï (en ukrainien : Георгій Тимофійович Береговий) est un cosmonaute soviétique, né le 15 avril 1921 et mort le 30 juin 1995.

## Biographie
Le  22 janvier 1969, il fut blessé durant l'attentat perpétré par le lieutenant Viktor Iline contre Léonid Brejnev.

## Carrière

### Vols réalisés
Le  26 octobre 1968, il effectua un unique vol à bord de Soyouz 3, au cours duquel il fut le 12e cosmonaute soviétique, et le 34e homme dans l'espace, à 47 ans, c'était alors l'homme le plus âgé à faire un vol spatial. Il atterrit le 30 octobre 1968.
Le 22 janvier 1969 Beregovoï se rend au Kremlin pour une cérémonie officielle. À l'avant d'un convoi de limousines fermées, Beregovoï  se tient avec  les cosmonautes Leonov, Nikolaïev et Tereshkova dans une ZIL 111 décapotable et ils saluent la foule dense qui s'est rassemblée sur leur passage. Un homme, croyant avoir affaire au premier secrétaire Leonid Brejnev, ouvre le feu à huit reprises sur la décapotable lorsque celle-ci s'approche de la porte Borovitski qui marque l'entrée du Kremlin. Le chauffeur est tué mais Beregovoï comme ses collègues ne sont pas touchés. Cet attentat contre Brejnev avait été perpétré par un lieutenant qui par la suite fut déclaré fou et placé en hôpital psychiatrique. L'événement fut pratiquement complètement étouffé par les responsables soviétiques,.